# Sarezské jezero
Sarezské jezero (tádžicky Сарез) je jezero na Pamíru v Horním Badachšánu v Tádžikistánu. Leží mezi Severoaličurským hřbetem a hřbetem Muzkol. Má rozlohu 86,5 km². Je 75 km dlouhé a maximálně 3,4 km široké. Průměrně je hluboké 190 m a dosahuje maximální hloubky 505 m. Leží v nadmořské výšce 3239 m.

## Vodní režim
Zdroj vody je převážně ledovcový. Rozsah kolísání úrovně hladiny je přibližně 6 m. Přes jezero protéká řeka Murgab.

## Vlastnosti vody
Zamrzá na konci prosince až v první polovině ledna a rozmrzá od konce března do května.

## Historie
Jezero vzniklo v roce 1911 v důsledku zemětřesení a následného sesuvu půdy, který přehradil údolí řeky Murgab. K zemětřesení došlo v noci na 18. února 1911, mělo předpokládanou magnitudu 7,4, zničilo vesnici Usoj a vyžádalo si okolo devadesáti obětí. Usojská hráz je s 567 metry nejvyšší přehradní hrází na světě. Vzhledem k časté seismické aktivitě v oblasti hrozí protržení hráze, které by způsobilo katastrofální záplavy. Navrhovaným řešením je stavba tunelu, který by z jezera odváděl přebytečnou vodu.

## Fauna
V jezeře je chudé rybí osazenstvo. Byly zjištěny tibetské mřenky z čeledi Nemacheilidae a kaprovité ryby marinky rodu Schizothorax a škrabavky (škrabalky) rodu Schizopygopsis.